# 9918 Timtrenkle
9918 Timtrenkle este o planetă minoră (asteroid), cu un diametru de 11,36 km, din centura de asteroizi. A fost descoperită pe 25 iunie 1979 la Observatorul Siding Spring de Eleanor F. Helin. 
Obiectul prezintă o orbită caracterizată de o semiaxă mare de 3,1050822 UAi, o excentricitate de 0,13, o înclinație de 6,14931 ° în raport cu ecliptica.